# San Felipe, Jiménez
San Felipe är en ort i Mexiko.   Den ligger i kommunen Jiménez och delstaten Chihuahua, i den centrala delen av landet, 1 000 km nordväst om huvudstaden Mexico City. San Felipe ligger 1 402 meter över havet och antalet invånare är 373.
Terrängen runt San Felipe är platt. Runt San Felipe är det mycket glesbefolkat, med 3 invånare per kvadratkilometer. Närmaste större samhälle är José Mariano Jiménez, 8,1 km nordost om San Felipe. Omgivningarna runt San Felipe är i huvudsak ett öppet busklandskap.